# Federación de atletismo de la Polinesia Francesa
La federación de atletismo de Polinesia Francesa (FAPF) es la federación de atletismo propia de dicho territorio, miembro autónomo de la Asociación de atletismo de Oceanía y del IAAF. Surgió como una escisión de la Federación francesa de atletismo denominándose en primer lugar FATI (Federación de atletismo de Tahití y de las islas) para tomar luego su nombre actual en 1996. Contaba aproximadamente con 700 afiliados en 2005.
Para el IAAF, la Federación de atletismo de Tahití y de las islas, en forma corta Tahití y bajo el acrónimo CIO TAH, es miembro afiliado desde 1989 (un año después de su creación en) y «reformada» en 1996. Su código actual es PYF.
Está afiliada al Comité Olímpico de Polinesia Francesa.